# エリザベス・オブ・クラレンス

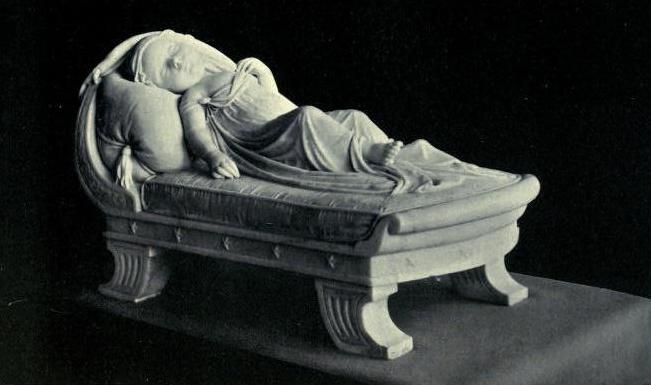
エリザベス王女の横臥彫像（Recumbent effigy）、W・スカウラー（William Scoular）作、ウィンザー城蔵

エリザベス・ジョージアナ・アデレード・オブ・クラレンス（Princess Elizabeth Georgiana Adelaide of Clarence, 1820年12月10日 - 1821年3月4日）は、19世紀前半のイギリス王室の女児。

## 生涯
王位継承以前クラレンス公爵と称した頃のイギリス王ウィリアム4世と、そのドイツ人の妻アデレード・オブ・サクス＝マイニンゲンの間の次女として、ロンドンのセント・ジェームズ宮殿で誕生し、ロンドン主教ウィリアム・ハウリーの手で受洗した。クレイトン夫人という女性が乳母として付けられた。
エリザベスは1817年の次期王位継承者シャーロット・オブ・ウェールズ王女の難産死に伴う、ジョージ3世王の孫世代の王族の不足に伴って生じた、ハノーヴァー家の王位継承問題を解決するために生まれた王族の1人だった。同じように生まれた同世代の王族には、いずれも1819年に生まれたケント公家のヴィクトリア王女、カンバーランド公家のジョージ王子、ケンブリッジ公家のジョージ王子の3名がいたが、エリザベスの継承順位は生誕時この3人の従兄姉たちよりも上位の第3位であり、同世代で最も高かったため、成育すればいずれはイギリス女王となると考えられていた。
母のクラレンス公爵夫人が産んだ他の子はいずれも死産あるいは誕生直後に死亡していたが、エリザベスもまた病弱だった。母が夫の婚前の庶子の1人エリザベス・フィッツクラレンスの婚礼に出席した際に体調を崩したため、出産予定日より6週間早く早産児として生まれていた。突然襲ってきた腸重積症が死病となり、生後わずか12週目で死亡した。
1821年3月10日、ウィンザー城内セント・ジョージ礼拝堂に埋葬された。

## 引用・脚注
1. ↑  https://ra.rct.uk/Record.aspx?src=CalmView.Catalog&id=WIV%2F1%2F335
2. ↑  スタンリー・ワイントラウブ『ヴィクトリア女王1　世紀の女王誕生』P107、平岡緑訳（中公文庫、2006年）
3. ↑  ワイントラウブ、P57
4. ↑  ワイントラウブ、P58
5. ↑  ワイントラウブ、P153
6. ↑  ワイントラウブ、P106
7. ↑  ワイントラウブ、P107
8. ↑  ワイントラウブ、P106
9. 1 2  Fisher, George (1832). A companion and key to the history of England. Simpkin & Marshall. p. 480
10. ↑  “No. 17686”. The London Gazette (英語). 6 March 1821. p. 553.
11. ↑  “No. 17688”. The London Gazette (英語). 13 March 1821. p. 601.